# 화이트 러시안

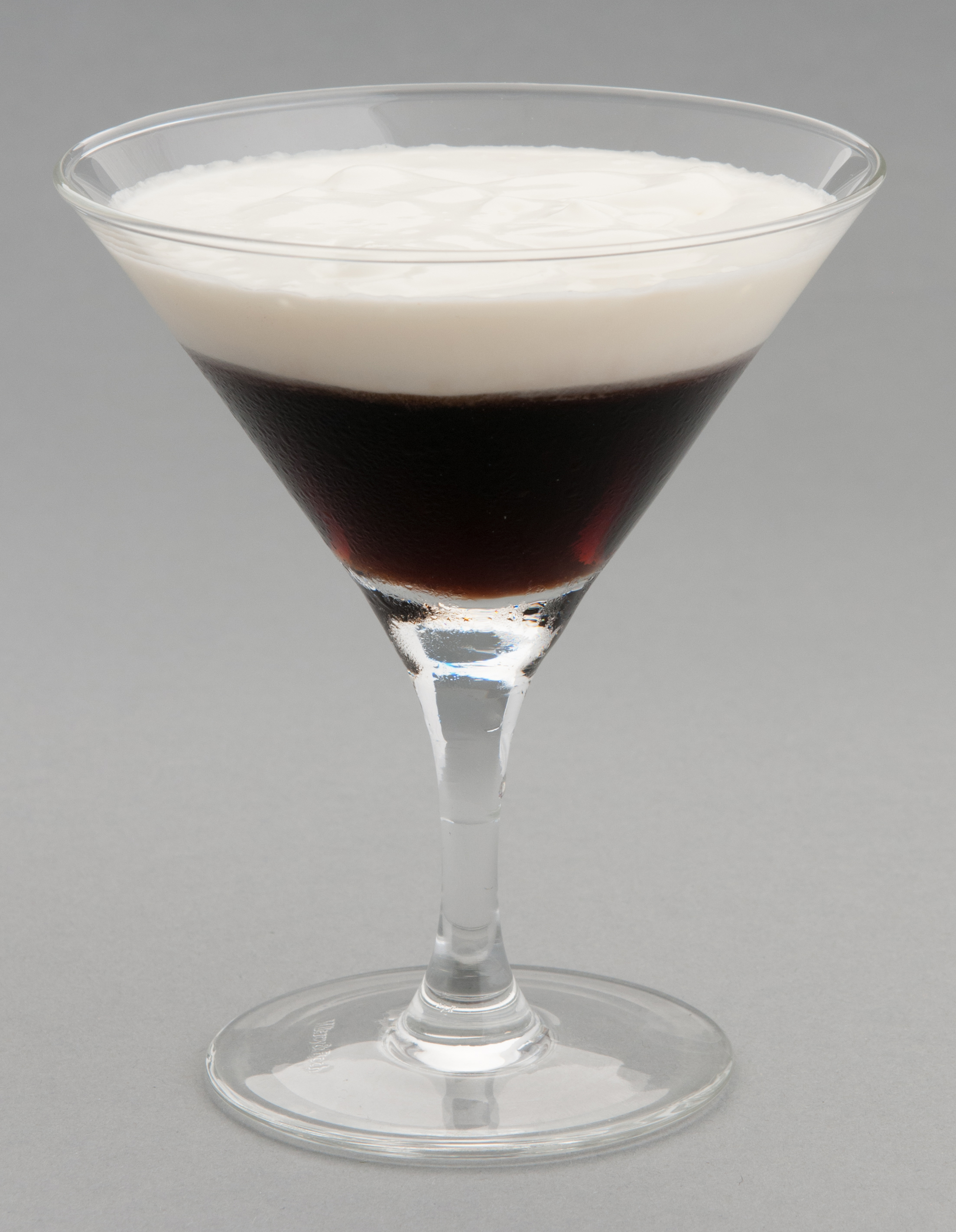
화이트 러시안

화이트 러시안(White Russian)은 보드카 기반의 칵테일이다.

## 재료
- 2 온스 보드카
- 1 온스 커피 리큐어
- 흰 크림 적당량

## 제조법 및 특이사항
올드 패션드 글라스(Old-fashioned glass)에 사각 얼음을 넣고 커피 리큐어와 보드카를 직접 부은 후 나머지 크림을 섞어 접대한다.
커피 리큐어는 깔루아(Kahlua)를 많이 쓰지만, 티아 마리아(Tia Maria)나 스타 벅스 커피 리큐어를 쓰기도 한다.
크림을 섞었으므로 블랙 러시안보다 도수가 낮고, 단맛이 강화되어 즐기는 사람이 더 많다.

## 변형
커피 리큐어 대신 화이트 크림 드 카카오(creme de cacao)를 쓸 수도 있다.
이 밖에 다양한 변형이 있다.

## 같이 보기
- 블랙 러시안